# Trattato di Poti
Il trattato di Poti fu un accordo provvisorio fra l'Impero tedesco e la Repubblica Democratica di Georgia, con il quale i georgiani accettavano il riconoscimento e la protezione da parte della Germania. L'accordo fu firmato presso la città portuale di Poti il 28 maggio 1918 dal generale Otto von Lossow per la Germania e, per la Georgia, dal primo ministro Noe Ramishvili e dal ministro degli esteri Akaki Chkhenkeli.